# Bruder Straubinger
Bruder Straubinger (Broder Straubinger) är en operett i tre akter med musik av Edmund Eysler och libretto av Moritz West och Ignaz Schnitzer. Den hade premiär på Theater an der Wien i Wien den 20 februari 1903 med Alexander Girardi i titelrollen.

## Historia
Eyslers operett hämtar namn och huvudpersonens personalitet från den populäre figuren "Bruder Straubinger", en kringresande hantverkare från Straubing som första gången dök upp i studentikosa dryckessånger i början av 1800-talet. Sångerna skrevs av medicinstudenten Carl Theodor Müller och karaktären blev arketypen för en flitig men sorgfri och munter vandrare.
Bruder Straubinger var den andra av Eyslers operetter att sättas upp. Tidigare hade han komponerat en opera till ett libretto av Ignaz Schnitzer med titeln Der Hexenspiel. Musikförläggaren Josef Weinberger blev imponerad av den och försökte sätta upp den men utan att lyckas. Då föreslog han Eysler att inkorporera några av operans lättare melodier till en ny operett. Resultatet blev Bruder Straubinger vilken blev en omedelbar succé vid premiären, delvis tack vare stjärntenoren Alexander Girardi i titelrollen. Författare Richard Traubner hänför operettens framgång till stor del beroende på Girardis insjungning av valsarian "Küssen ist keine Sünd". Valsarian publicerades separat av Weinberger och inom kort hade den sålts i fler än 100 000 exemplar.

## Inspelningar
En fullständig inspelning av Bruder Straubinger släpptes på CD av Cantus Classics 2017. Inspelad live 1951 med Stuttgarts Radiosymfoniorkester dirigerad av Fritz Mareczek och med Willy Reichert i titelrollen och Olga Noll som Oculi. (Katalognummer: LC 502014)
Operettens mest kända aria "Küssen ist keine Sünd" har sjungits in av bland andra Richard Tauber och Hermann Prey.